# كونومي كاي
كونومي كاي (باليابانية: 甲斐好美) هي منافسة ألعاب القوى يابانية، ولدت في 10 يوليو 1993 في كاواغويه في اليابان.

## وصلات خارجية
- كونومي كاي على موقع الاتحاد الدولي لألعاب القوى (الإنجليزية)
- كونومي كاي على موقع الرابطة اليابانية لاتحادات ألعاب القوى (اليابانية)
- كونومي كاي على موقع اللجنة الأولمبية الدولية (الإنجليزية)
- كونومي كاي على موقع أوليمبيديا (الإنجليزية)